# Fünf Phasen der Trauer
Nach dem Modell der fünf Phasen der Trauer (Kübler-Ross Modell) durchlaufen Trauernde fünf Phasen mit unterschiedlichen Gefühlen: Leugnung, Ärger, Feilschen, Depression und Akzeptanz. Obwohl dieses Modell häufig verwendet wird, konnten Studien seine Gültigkeit bisher nicht belegen. Kritiken lauten, das Modell sei veraltet und wenig hilfreich dabei, den Trauerprozess zu erklären.

## Historisches
Die schweizerisch-US-amerikanische Psychiaterin Elisabeth Kübler-Ross führte das Modell 1969 in ihrem Buch On Death and Dying (2001 ins Deutsche übersetzt Interviews mit Sterbenden) ein, motiviert durch ihre Arbeit mit sterbenskranken Patienten (s. a. Präfinalität). Der Mangel an schulmedizinischen Empfehlungen über den Umgang mit den Themen Tod und Sterben motivierte Kübler-Ross, den Tod selbst und die mit dem Sterben konfrontierten Menschen genauer an der Medizinischen Fakultät der University of Chicago zu untersuchen. Aus Kübler-Ross' Projekt entwickelten sich zahlreiche Seminare, und, zusammen mit Patientengesprächen und früheren Forschungsarbeiten ihr Buch. Obwohl Kübler-Ross die Entwicklung von Phasenmodellen zugeschrieben wird, gab es schon früher Arbeiten von Trauertheoretikern und Klinikärzten wie etwa Erich Lindemann, Collin Murray Parkes und John Bowlby, die in den 1940er Jahren ähnliche Phasenmodelle nutzten.
In ihrem Buch stellte Kübler-Ross fest, dass der medizinische Fortschritt ihrer Zeit einen Wendepunkt markierte in der Art und Weise, wie Menschen den Tod wahrnahmen und damit umgingen: Fachärzte beobachteten weniger lebensbedrohliche Erkrankungen ihrer Patienten als noch hundert Jahre zuvor.
Kübler-Ross bemerkte später, dass die Phasen nicht so linear und vorhersehbar verliefen, wie ursprünglich angenommen. Sie bedauerte, diesen Sachverhalt früher missverständlich formuliert zu haben. Trauerforscher Kenneth J. Doka vermerkte dazu: „Ursprünglich sah Kübler-Ross diese Phasen als Erklärung dafür an, wie Menschen mit Krankheit und dem Sterben umgingen, nicht als eine Erklärung dafür, wie sie trauern“.
On Death and Dying war im Jahr 2019 bereits in mehr als 50 Sprachen übersetzt worden, etwa als 50-jährige Jubiläumsausgabe durch Simon & Schuster.

## Trauerphasen

Graphik von Bertrand Grondin aus einer Präsentation zu Kübler-Ross' Ideen durch France Telecom

Abbildung: Die zwei möglichen Ergebnisse eines Trauer- oder lebensverändernden Ereignisses (Schock, Leugnung, Ärger, Läuterung, Feilschen, Akzeptanz oder anhaltende Depression und Krise)

Kübler-Ross entwickelte die Phasen, um den Prozess zu beschreiben, den Patienten mit tödlicher Erkrankung durchlaufen, wenn sie sich mit ihrem Tod auseinandersetzen. Später wandte sie diese Phasen auch auf den ähnlich erscheinenden Trauerprozess an, den Freunde und Verwandte durchmachten. Diese Phasen sind, mit der Abkürzung DABDA aus dem Englischen:
1. Leugnen (Denial) – Die erste Reaktion ist das Leugnen. In dieser Phase glauben Betroffene, die Diagnose sei irgendwie falsch, und halten an einer falschen, vorteilhafter erscheinenden Wirklichkeit fest. Einige neigen dazu, sich abzusondern und andere zu meiden, die sich möglicherweise schon mit dem Geschehen abfanden.[4][5] Diese Phase ist typischerweise eine vorübergehende Abwehrhaltung, bis Betroffene Zeit genug hatten, über den Tod nachzudenken. In ihrem Buch schreibt Kübler-Ross dazu, dass durch den technischen Fortschritt die Menschen mehr Ängste vor einem gewaltsamen und schmerzhaften Tod entwickelten.[4][5] Als psychologischen Selbstschutz leugnen sie deshalb die Wirklichkeit des eigenen bevorstehenden Todes.[4][5]
2. Ärger (Anger) – Sobald Betroffene erkennen, dass das Leugnen vorbei ist, stellt sich Frustration ein, die sich besonders gegenüber Angehörigen äußert. Äußerungen aus dieser Phase sind etwa: „Warum ich? Das ist nicht fair!“, „Wie konnte mir das passieren?“, „Wer ist daran schuld?“, „Warum passiert das?“ Manche werden ausfällig gegenüber geliebten Menschen, Ärzten oder anderen Familien.[4][5] In Kübler-Ross' anderem Buch, Questions and Answers on Death and Dying, betont sie, wie notwendig es für Beteiligte ist, dass Betroffene in dieser Phase ihre Gefühle zulassen und man es ihnen nicht persönlich nimmt.[13]
3. Feilschen (Bargaining) – In der dritten Phase geht es um die Hoffnung, den Anlass der Trauer zu vermeiden. Üblicherweise versuchen Betroffene einen Handel der Art längeres Leben gegen einen veränderten Lebensstil. Weniger stark Betroffene können feilschen oder einen Kompromiss suchen. Beispiele von tödlich Erkrankten können etwa der „Handel mit Gott“ sein, wenigstens noch an der Hochzeit der eigenen Tochter teilzunehmen, oder „wenn ich nur deren Leben gegen meines tauschen könnte“.
4. Depression – „Ich bin so traurig, warum sich noch um irgendetwas kümmern?“, „Ich sterbe sowieso bald, also was soll's?“, „Ich werde meine Liebsten vermissen: warum weiterleben?“ In dieser vierten Phase verzweifeln die Betroffenen an der Erkenntnis ihrer eigenen Sterblichkeit. In diesem Zustand neigen Betroffene zur Stille, verweigern Besucher und verbringen viel Zeit mit trauern und murren.
5. Akzeptanz (Acceptance) – „Es wird gut sein.“, „Ich kann's nicht bekämpfen, dem nicht entgehen: Ich kann mich genauso gut darauf vorbereiten.“ In dieser letzten Phase fügen sich Betroffene in ihre Sterblichkeit oder das Unvermeidbare, oder die eines geliebten Menschen, oder in andere tragische Ereignisse. Sterbende können in diesem Stadium ihren Hinterbleibenden etwas voraus haben. Sie können eine ruhige, rückblickende Sichtweise und Haltung einnehmen, mit einer nun stabilen Gefühlswelt.

Im nach ihrem Tode veröffentlichten Buch mit dem Ko-Autor David Kessler erweiterte Kübler-Ross ihr Modell, um einige Formen des persönlichen Verlustes abzudecken, wie etwa den Tod eines geliebten Menschens, den Verlust von Arbeit oder Einkommen, Zurückweisung, das Ende einer Beziehung oder Scheidung, Drogenabhängigkeit, Gefängnis, den Beginn einer Krankheit oder eine Unfruchtbarkeitsdiagnose, sowie auch kleinerer Verluste, wie etwa das Auslaufen einer Lebensversicherung. Kessler schlug außerdem eine sechste Phase der Trauer vor: Sinn(gebung).
In Questions and Answers on Death and Dying beantwortete Kübler-Ross weitere Fragen nach der Veröffentlichung von On Death and Dying. Sie betonte, dass man keinem Patienten direkt mitteilen sollte, dass es ans Sterben ginge. Behandelnde sollten sich gedulden und abwarten, bis Betroffene selbst beginnen, das Thema Tod zu diskutieren. Weitere Grundsätze, die sie für richtig hielt, besagen, dass Behandelnde als ihre Kernaufgabe das Zuhören begreifen sollten, dass das Recht des Patienten auf Selbstverantwortung zu achten sei, sowie dass Behandelnde keinen Druck ausüben, falls Familienmitglieder und betroffener Mensch sich in unterschiedlichen Phasen befinden sollten.

Während der COVID-19-Pandemie 2020 wendete Kessler die 5 Phasen auf das Verhalten gegenüber dem Virus an, mit der Einschränkung, dass das kein Fahrplan sei, aber ein Gerüst, um das vor uns liegende Unbekannte zu erahnen.
"Ganz am Anfang sahen wir das Leugnen: Das Virus wird uns gar nicht betreffen. Da war Ärger: Ihr haltet mich/uns zu Hause fest und beschränkt mein Leben, meine Aktivitäten. Es gab Feilschen: Ok, wenn ich soziale Kontakte für 2 Wochen vermeide, dann ist doch alles gut, oder? Da war Trauer: Ich weiß gar nicht, wann das Alles enden wird. Und es gab Akzeptanz: Es passiert. Ich muss herausfinden, wie es weitergeht. Wie man sich vorstellen kann, liegt die Kraft in der Akzeptanz. Durch das Akzeptieren erlangen wir wieder Kontrolle. Ich kann meine Hände waschen. Ich kann einen sicheren Abstand einhalten. Ich kann lernen, wie man digital-virtuell arbeitet."

## Kritik
Kritik an diesem 5-Phasen Modell der Trauer drehen sich um fehlende empirische Forschung und empirische Evidenz, die diese Phasen wie von Kübler-Ross beschrieben auch nachweisen. Ebenso gäbe es im Gegenteil empirische Nachweise für Trauerabläufe, die das Modell nicht beschreibt. Des Weiteren sei Kübler-Ross' Modell das Produkt einer bestimmten Kultur zu einer bestimmten Zeit und mag nicht ohne Weiteres auf andere Menschen oder Kulturen übertragbar sein. Folgende Punkte bemängelten viele Experten, darunter Robert J. Kastenbaum (1932–2013), ein anerkannter Experte für Gerontologie, Altern und Tod, insbesondere:
- Die Existenz dieser Phasen sei nicht gezeigt worden
- Es seien keine Beweise gezeigt worden, dass Menschen den Phasen 1 bis 5 folgen
- Die Grenzen dieses Ansatzes seien nicht aufgezeigt worden
- Es gäbe keine scharfe Trennung zwischen Beschreibung, was geschieht, und Verschreibung, was zu tun sei
- Umwelteinflüsse, die einen starken Effekt ausüben können, seien nicht betrachtet worden

Eine vielzitierte Studie aus dem Jahr 2003 zu trauernden Individuen, durchgeführt von Maciejewski und Kollegen der Yale-Universität, zeigten einige Ergebnisse, die mit dem 5-Phasen Modell übereinstimmen, sowie weitere, die damit nicht vereinbar sind. Zahlreiche Briefe wurden im selben Journal ebenfalls veröffentlicht, die diese Studie zitieren und gegen die Idee von Phasen argumentieren. Beispielsweise wurde angeführt, dass die Akzeptanz eher nicht erst am Ende, sondern bereits in der ersten Phase und zu weiteren Zeiten auftrete. Dass weiterhin der Bias durch kulturelle und geographische Einflüsse in den ausgewählten Bevölkerungsstichproben nicht ermittelt oder kontrolliert wurde. Weiterhin seien nahezu 40 % der Studienteilnehmer von der Analyse ausgeschlossen worden, um das Phasenmodell besser zu stützen. In weiterführenden Arbeiten konzentrierten sich Prigerson & Maciejewski auf die emotionale wie kognitive Akzeptanz und wichen vom Phasenmodell zurück mit der Begründung, ihre früheren Ergebnisse„ließen sich besser beschreiben als Zustände des Trauerns.“
George Bonanno, Professor für klinische Psychologie an der Columbia-Universität, fasst in seinem Buch The Other Side of Sadness: What the New Science of Bereavement Tells Us About Life After a Loss Peer-Review Ergebnisse zusammen, die auf Tausenden von Themen der vergangenen 20 Jahre basieren. Er folgert, eine natürliche psychologische Widerstandsfähigkeit (Resilienz) sei eine Hauptkomponente des Trauerns. Es gäbe keine Phasen des Trauerns, die es zu durchlaufen gäbe. Bonannos Arbeit zeigte außerdem, dass das Fehlen von Trauer oder Traumasymptomen ein gesundes Ergebnis sei.
Sozialwissenschaftler beklagen als weiteren Punkt eine fehlende theoretische Untermauerung. Weil die Phasen aus Erzählungen resultieren und nicht auf Axiomen fußen oder rückführbar sind, enthalte dieser Ansatz konzeptionell Verwirrendes. Beispielsweise stünden manche Phasen für Gefühle, während andere kognitive Prozesse widerspiegelten. Die Abgrenzung zwischen Zuständen erscheine willkürlich. Im Gegensatz dazu gibt es andere auf Theorien oder wissenschaftliche Sichtweisen beruhende Alternativen, um den Verlauf Trauer und Trauerfall zu beschreiben. Beispiele seien: trajectories approach, cognitive stress theory, meaning-making approach, psychosocial transition model, two-track model, dual process model, und das task model.
Fehlanwendungen können schaden, falls Trauernde das Gefühl bekommen, sie würden nicht richtig damit umgehen. Sie könnten auch dazu führen, dass Unterstützer aus dem sozialen Netzwerk oder aus dem Gesundheitswesen nicht so gut helfen, wie sie es tatsächlich könnten. Die Phasen waren anfangs als Beschreibung gemeint und entwickelten sich dann in Richtung einer Rezeptur. Einige Betreuer hatten in diesem Zusammenhang Menschen, die darunter litten, dass sie nicht alle Phasen „in der richtigen Reihenfolge“ erlebten oder sie ganz oder teilweise gar nicht erlebten.
Kritik, fehlende Unterstützung in Peer-Reviews oder durch objektive klinische Beobachtungen führten bei auf diesem Gebiet Tätigen dazu, die 5 Phasen der Trauer als Mythos und Irrtum anzusehen. Trotzdem blieb das Modell in Nachrichten und Unterhaltungsmedien populär.

## Referenzen
1. ↑  M. F. O’Connor: Grief: (stages of grief) A Brief History of Research on How Body, Mind, and Brain Adapt. In: Psychosomatic Medicine. Band 81, Nr. 8, Oktober 2019, S. 731–738, doi:10.1097/PSY.0000000000000717, PMID 31180982, PMC 6844541 (freier Volltext) – (englisch).
2. 1 2  George Bonanno: The Other Side of Sadness: What the New Science of Bereavement Tells Us about Life After Loss. Basic Books, 2009, ISBN 978-0-465-01360-9 (englisch, archive.org).
3. 1 2 3 4  M. Stroebe, H. Schut, K. Boerner: Cautioning Health-Care Professionals. In: Omega. Band 74, Nr. 4, März 2017, S. 455–473, doi:10.1177/0030222817691870, PMID 28355991, PMC 5375020 (freier Volltext) – (englisch).
4. 1 2 3 4 5 6  Elisabeth Kubler-Ross: On Death and Dying. 1969, ISBN 0-415-04015-9.
5. 1 2 3 4 5 6  Elisabeth Kübler-Ross: Interviews mit Sterbenden. Knaur, 2001, ISBN 3-426-87071-1, S. 368.
6. ↑  Sarah M. Broom: Milestones. 30. August 2004 (englisch, archive.org).
7. ↑  Perring: PHI350: The Stages in the Dying Process. 27. November 2016.
8. ↑  W. G. Hoy: Bereavement groups and the role of social support: integrating theory, research, and practice. Routledge/Taylor and Francis, New York 2016, ISBN 978-1-317-41635-7.
9. 1 2  E. Kübler-Ross, D. Kessler: On grief & grieving : finding the meaning of grief through the five stages of loss. Scribener, New York 2014, ISBN 978-1-4767-7555-5.
10. ↑  K. J. Doka: Grief Is a Journey: Finding Your Path Through Loss. Hrsg.: Simon and Schuster. 2016, S. 6.
11. ↑  D. B. Feldmann: Why the Five Stages of Grief Are Wrong. 2017 (psychologytoday.com).
12. ↑  J. W. Santrock: A Topical Approach to Life-Span Development. McGraw-Hill, New York 2007, ISBN 978-0-07-338264-7.
13. 1 2 3  Kübler-Ross: Questions and Answers on Death and Dying. Macmillan, 1974, ISBN 0-02-567120-0.
14. ↑  D. Kessler: Finding Meaning: The Sixth Stage of Grief. Hrsg.: Simon and Schuster. 2019, ISBN 978-1-5011-9273-9 (google.de).
15. ↑  Scott Berinato: That Discomfort You're Feeling Is Grief. In: Harvard Business Review. 23. März 2020 (hbr.org).
16. ↑  R. Kastenbaum: Death, Society, and Human Experience. 6. Auflage. Allyn & Bacon, Boston 1998.
17. ↑  C. A. Corr, K. J. Doka, R. Kastenbaum: Dying and Its Interpreters: A Review of Selected Literature and Some Comments on the State of the Field. In: Omega: Journal of Death and Dying. Band 39, Nr. 4, 1999, S. 239–259, doi:10.2190/3KGF-52BV-QTNT-UBMX.
18. ↑  P. K. Maciejewski, B. Zhang, S. D. Block, H. G. Prigerson: An empirical examination of the stage theory of grief. In: JAMA. Band 297, Nr. 7, Februar 2007, S. 716–723, doi:10.1001/jama.297.7.716, PMID 17312291.
19. ↑  G. A. Bonanno, K. Boerner: The stage theory of grief. In: JAMA. author reply 2693-4. Band 297, Nr. 24, Juni 2007, doi:10.1001/jama.297.24.2693-a, PMID 17595267.
20. ↑  J. S. Weiner: The stage theory of grief. In: JAMA. author reply 2693-4. Band 297, Nr. 24, Juni 2007, doi:10.1001/jama.297.24.2692-b, PMID 1759526.
21. 1 2  R. C. Silver, C. B. Wortman: The stage theory of grief. In: JAMA. author reply 2693-4. Band 297, Nr. 24, Juni 2007, doi:10.1001/jama.297.24.2692-a, PMID 17595266.
22. ↑  H. G. Prigerson, P. K. Maciejewski: Grief and acceptance as opposite sides of the same coin: setting a research agenda to study peaceful acceptance of loss. In: The British Journal of Psychiatry. Band 193, Nr. 6, Dezember 2008, S. 435–437, doi:10.1192/bjp.bp.108.053157, PMID 19043142 (cambridge.org).
23. ↑  G. A. Bonanno: Loss, trauma, and human resilience: have we underestimated the human capacity to thrive after extremely aversive events? In: The American Psychologist. Band 59, Nr. 1, S. 20–28, doi:10.1037/0003-066X.59.1.20, PMID 14736317 (asu.edu [PDF]).
24. ↑  G. Stix: The neuroscience of true grit. In: Scientific American. Band 304, Nr. 3, März 2011, S. 28–33, bibcode:2011SciAm.304c..28S.
25. 1 2  R. D. Konigsberg: New Ways to Think About Grief. 29. Januar 2011 (archive.org).
26. 1 2  C. A. Corr: The 'five stages' in coping with dying and bereavement: strengths, weaknesses and some alternatives. In: Mortality. Band 24, Nr. 4, 23. Oktober 2018, S. 405–417, doi:10.1080/13576275.2018.1527826.
27. ↑  M. S. Stroebe, H. Schut: Models of coping with bereavement: A review. Hrsg.: M. S. Stroebe, R. O. Hansson, W. Stroebe, H. Schut. Washington 2001, S. 375–403, doi:10.1037/10436-000 (apa.org).
28. ↑  M. Shermer: Five Fallacies of Grief: Debunking Psychological Stages. In: Scientific American. November 2008 (scientificamerican.com).
29. ↑  C. B. Wortman, R. C. Silver: The myths of coping with loss. In: Journal of Consulting and Clinical Psychology. Band 57, Nr. 3, Juni 1989, S. 349–357, doi:10.1037/0022-006x.57.3.349, PMID 2661609.